# Jordbävningen i Georgien 2009
Jordbävningen i Georgien 2009 var en jordbävning som ägde rum i norra Georgien klockan 03:41:36 lokal tid den 8 september 2009.
Epicentrum var beläget nära den mindre staden Oni och cirka 80 kilometer från staden Kutaisi. Skalvet mättes till 6,0 på Mw. Ingen skadades till följd av jordbävningen.